# Thunder Cross
Thunder Cross (サンダークロス?) è un videogioco arcade del 1988 sviluppato da Konami. Lo sparatutto ha ricevuto un seguito nel 1991 dal titolo Thunder Cross II. Sono state realizzate conversioni del gioco per PlayStation 2 e PlayStation 4, distribuite esclusivamente in Giappone.